# 行巡
行巡（?—?），中国新朝到东汉時代初期武将、政治人物，涼州天水郡平襄县（今甘肃省通渭县）人。行巡在隴右割据的隗囂属下。

## 生平
| 姓名           | 行巡             |
| 時代           | 新朝 - 东汉時代  |
| 生卒年         | 〔不詳〕         |
| 字・別号       | 〔不詳〕         |
| 本貫・出身地等 | 涼州天水郡平襄县 |
| 職官           | 大将軍〔隗囂〕   |
| 爵位・号等     | -                |
| 陣营・所属等   | 隗囂→公孫述      |
| 家族・一族     | 〔不詳〕         |

隗囂起兵名声甚高，行巡成为他的属下，被任命为大将軍。
建武六年（30年）夏，隗囂反叛光武帝，駆逐討伐蜀（成家）帝公孫述进入隴右的耿弇率领的漢軍，行巡和王元乘势攻打三輔。行巡在馮異率领的漢軍面前敗北，三輔進攻以失敗告終。建武七年（31年），隗囂加入公孫述的陣营，被封为朔寧王。
建武八年（32年）春，东汉来歙奇襲攻下天水郡略陽，行巡奉隗囂之命守番須口，防备他漢軍的進攻，隗囂包围攻击略陽，数月略陽都没有陷落，光武帝親征，隗囂敗走。王遵降漢，隗囂軍很多降汉。隗囂逃到隴西郡西城。王元入蜀求得5千余人援軍前来救援。行巡、周宗也一起参与救援隗囂。与漢軍激战之后，行巡救出隗囂，成功退却到天水郡冀县。漢軍因兵糧不足而撤退，安定郡、北地郡、天水郡、隴西郡各郡再次归属隗囂。
建武九年（33年）正月，隗囂在冀县病死，行巡、王元、周宗一起擁立隗囂之子隗純继任朔寧王。建武十年（34年）十月，隗純在落門聚（天水郡冀县）敗於来歙，行巡和隗純、周宗一起降汉。以後，行巡之名史書不再记载。